# Hipparchia maderensis
Hipparchia maderensis är en fjärilsart som beskrevs av den brittiske entomologen Bethune-Baker 1891. Hipparchia maderensis ingår i släktet Hipparchia och familjen praktfjärilar. Inga underarter finns listade i Catalogue of Life.
Arten är endemisk på Madeira. Den lever i låglandet och i bergstrakter upp till 1000 meter över havet. Individerna vistas i öppna skogar, gräsmarker och klippiga regioner med några örter.
För beståndet är inga hot kända. Hela populationen minskar lite men den är fortfarande stor. IUCN kategoriserar arten globalt som livskraftig.